# A Benedek Elek meséi epizódjainak listája
Ez a lista a  Benedek Elek meséi című magyar mesefilmsorozat epizódjait tartalmazza.
|  | Ez a szakasz egyelőre üres vagy erősen hiányos. Segíts te is a kibővítésében! |

|  | Ez a szakasz egyelőre üres vagy erősen hiányos. Segíts te is a kibővítésében! |

|  | Ez a szakasz egyelőre üres vagy erősen hiányos. Segíts te is a kibővítésében! |

|  | Ez a szakasz egyelőre üres vagy erősen hiányos. Segíts te is a kibővítésében! |

|  | Ez a szakasz egyelőre üres vagy erősen hiányos. Segíts te is a kibővítésében! |

|  | Ez a szakasz egyelőre üres vagy erősen hiányos. Segíts te is a kibővítésében! |